# Топилівка

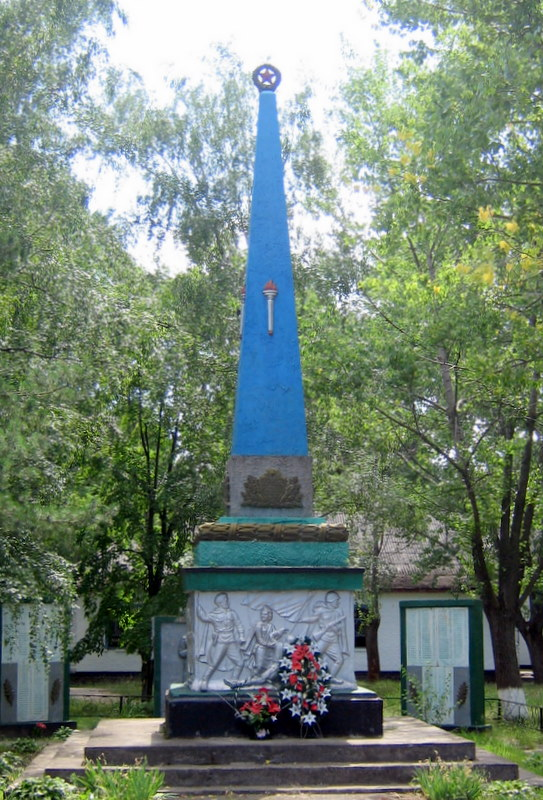
Обеліск Слави

Топи́лівка — Черкаського району Черкаської області в Україні, підпорядковане Сагунівській сільській громаді. До 2018 року було центром сільської ради. Населення на 2001 рік — 1113 осіб (1742 у 1972 році).
На півдні сусідить з селом Боровиця, на заході з селом Худоліївка та з селом Сагунівка на півночі. Зі сходу омивається водами Кременчуцького водосховища.

## Історія
Вперше згадується в історичних документах XVIII ст.
Сучасне село утворене з населених пунктів Топилівки і Мудрівки, що в 1959 році переселені з території, що була затоплена Кременчуцьким водосховищем.
Неподалік колишньої Мудрівки відкрито рештки поселення бронзової доби та поселення черняхівської культури.
Клірові відомості, метричні книги, сповідні розписи церкви Покрова Пресвятої Богородиці с. Топилівка Київського воєв., з 1797 р. Боровицької волості Чигиринського пов. Київської губ. зберігаються в ЦДІАК України. http://cdiak.archives.gov.ua/baza_geog_pok/church/topy_001.xml [Архівовано 26 вересня 2020 у Wayback Machine.]
Після колективізації (1929—1931 років) на території села створено колгосп ім. ВКП(б).
За героїзм проявлений у роки Другої світової війни 187 мешканців села нагороджено орденами і медалями СРСР. Село було відвойоване радянськими військами від німецьких військ 15 грудня 1943 року. На честь солдат, що визволили село від нацистів, та односельців, що полягли на фронтах Другої світової війни, у селі споруджено обеліск Слави та стели з викабуваними іменами загиблих односельчан.
Станом на 1972 рік у Топилівці працювала 8-річна школа, клуб із залом на 400 місць, 2 бібліотеки з книжковим фондом 10453 примірники, фельдшерсько-акушерський пункт, пологовий будинок, дитячі ясла, а також три магазини, відділення зв'язку, ощадна каса.
За часів радянської влади в селі працював колгосп «Зоря», що обробляв 1931 га землі, в тому числі 1870 га орної.
У лютому 2000 року колективне сільськогосподарське підприємство «Зоря» реорганізовано в СТОВ «Мудрівка», яке проіснувало до жовтня 2003 року і було ліквідоване у зв'язку з банкрутством, а на його базі створено приватне підприємство «Колос Чигиринщини».

## Населення

### Мовний склад
Рідна мова населення за даними перепису 2001 року:
| Мова       | Чисельність, осіб | Доля     |
| ---------- | ----------------- | -------- |
| Українська | 1 095             | 98,38 %  |
| Російська  | 13                | 1,17 %   |
| Інше       | 5                 | 0,45 %   |
| Разом      | 1 113             | 100,00 % |

## Сучасність
В селі працює загально осітня школа — сад І-ІІІ ступенів акредитації, сільський клуб, 2 бібліотеки, фельдшерсько-акушерський пункт, поштова відділення, філія Ощадного банку, п'ять магазинів, один кафе-бар.
На території села працюють переробні підприємства: олійний цех, млин, пекарня. У селі 2 приватні риболовецькі бригади

## Персоналії
Уроженка Топилівки П. Г. Гудзенко, працюючи ланковою в радгоспі «Нова доба» Полтавської області, за вирощування високих урожаїв цукрових буряків в 1946 році удостоєна звання Героя Соціалістичної Праці. У 1946—1947 рр. вона нагороджена ще двома орденами Леніна. За сумлінну працю в сільськогосподарському виробництві станом на 1972 рік було нагороджено радянськими орденами і медалями 128 мешканців Топилівки.
- Маменко Олексій Михайлович (* 1941) — доктор сільськогосподарських наук, професор, член-кореспондент НААН, академік УАН.
- Оржехівський Михайло Петрович (1975—2022) — мешканець села, сержант Збройних Сил України, учасник російсько-української війни.

## Галерея

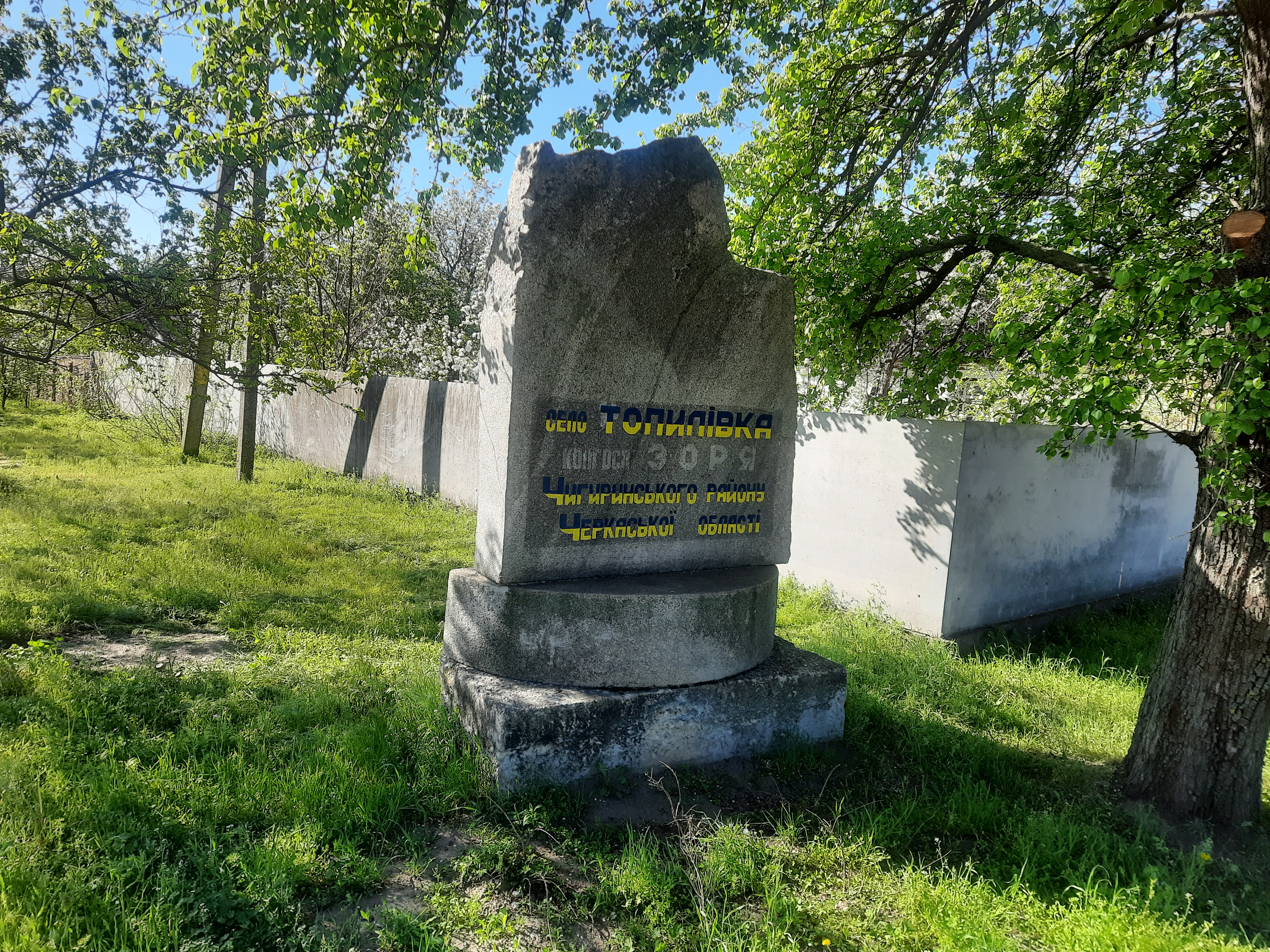
В'їзд у село
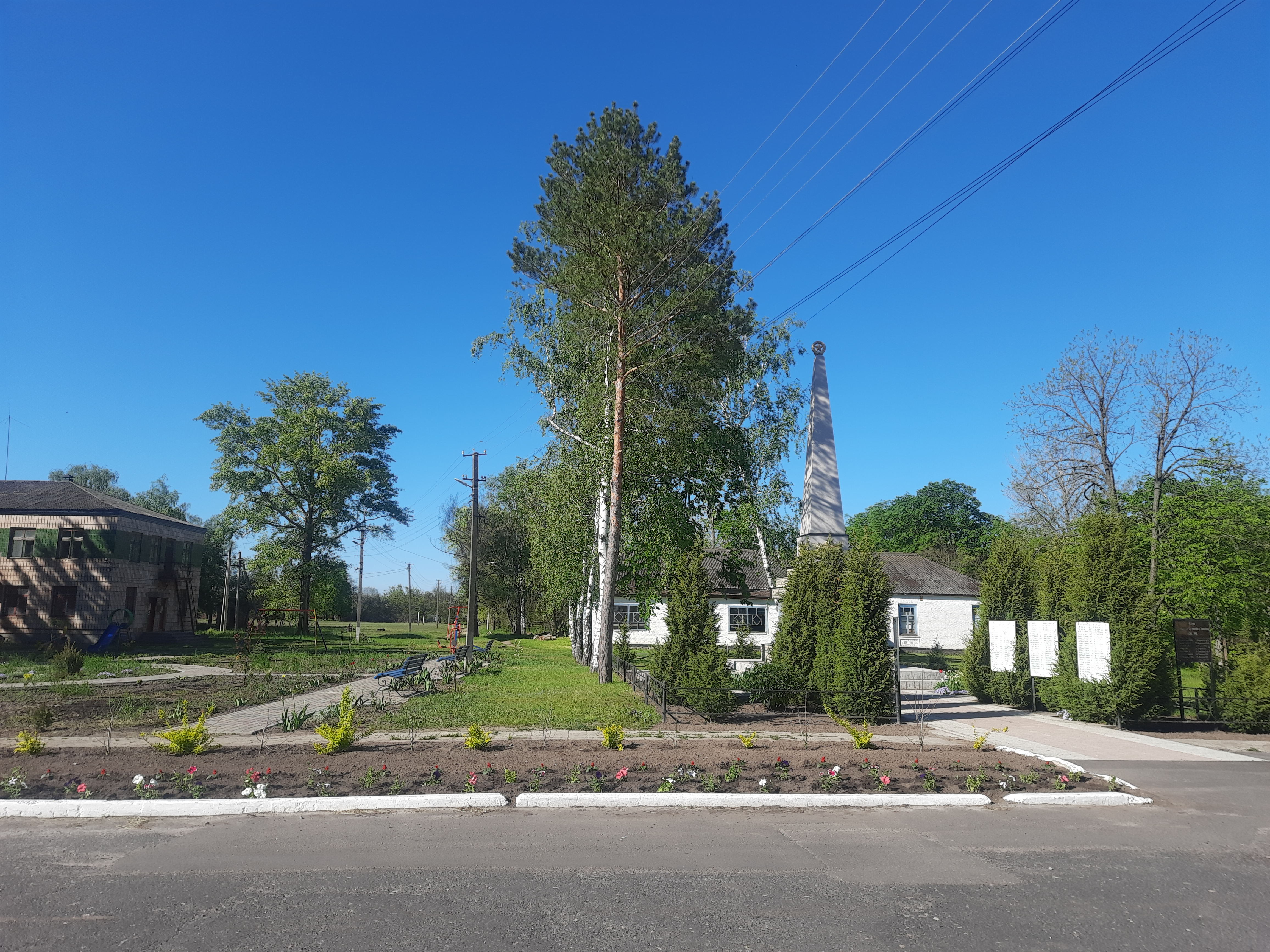
Центр села
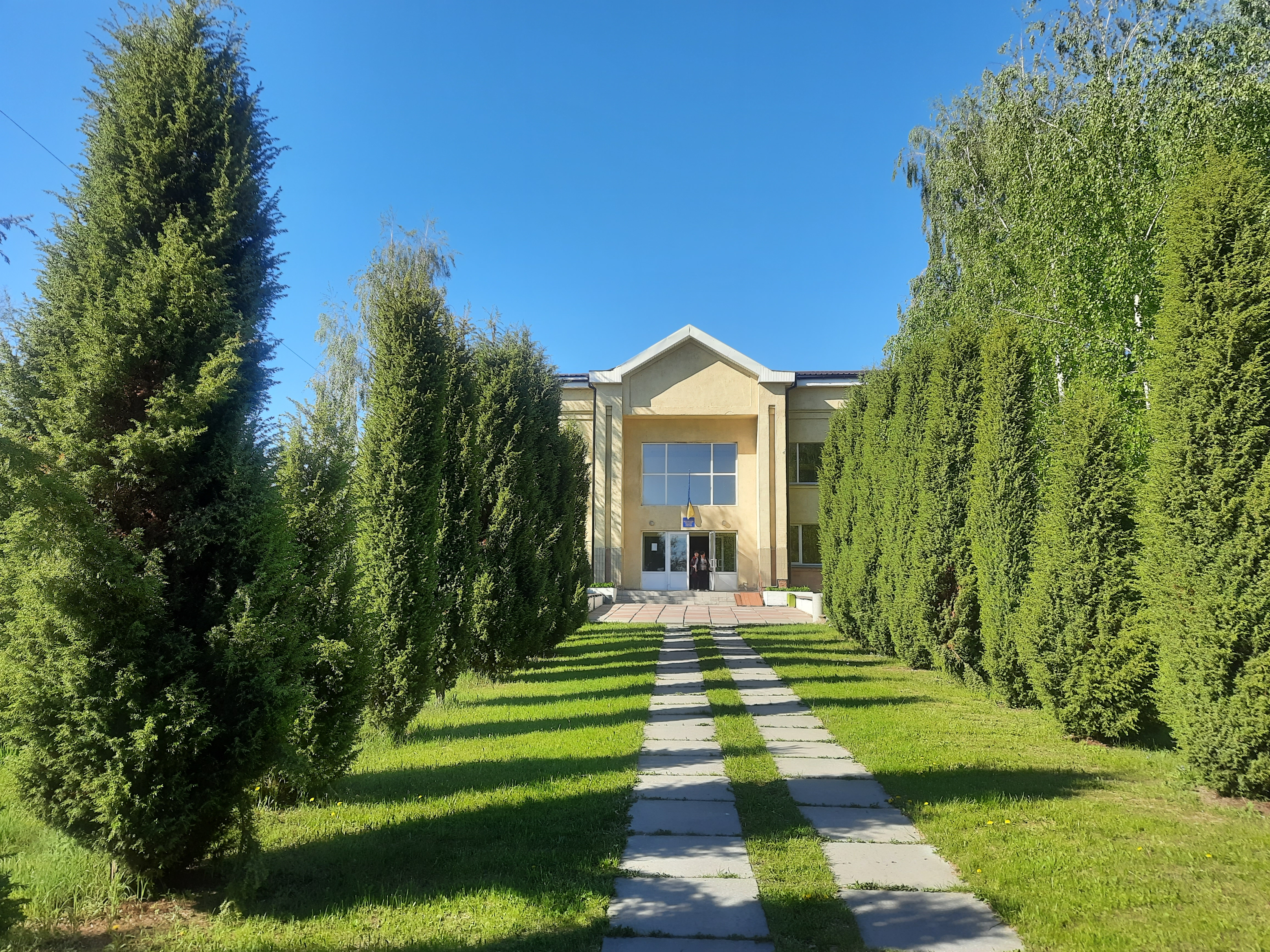
Будинок культури